# Daniel Gélin
Daniel Gélin, właśc. Daniel Yves Alfred Gélin (ur. 19 maja 1921 w Angers, zm. 29 listopada 2002 w Paryżu) – francuski aktor, scenarzysta i reżyser filmowy i teatralny.

## Życiorys

### Wczesne lata
Urodził się w Angers, w regionie Kraju Loary, w departamencie Main-et-Loire jako syn Yvonne (z domu Le Méner) i Alfreda Ernesta Josepha Gélina. W wieku 16 lat opuścił rodzinny dom, aby wziąć sztuki dramatyczne zajęcia pod kierunkiem Louisa Jouveta. Studiował w Conservatoire national supérieur d’art dramatique.

### Kariera
W 1939 roku, kiedy był jeszcze nastolatkiem zaczął pojawiać się w filmach francuskich. Grywał w filmach takich reżyserów, jak: Max Ophüls, Louis Malle, Jean Cocteau, Alfred Hitchcock, czy Claude Lelouch. Po długiej przerwie w czasie II wojny światowej, stał się jednym z czołowych aktorów kina francuskiego.
Od 1949 roku otrzymywał już główne role i udało mu się zdobyć serca publiczności w takich filmach, jak: Spotkania lipcowe (Rendez-vous de juillet, 1949), Dom Pani Tellier (Le plaisir, 1952) z Jeanem Gabinem, Danielle Darrieux i Simone Simon, Napoleon (Napoléon, 1955) z Sachą Guitry, Człowiek, który wiedział za dużo (The Man Who Knew Too Much, 1956), Testament Orfeusza (Le testament d’Orphée, ou ne me demandez pas pourquoi!, 1960) i wiele innych. Grywał często bohaterów wrażliwych, inteligentnych i eleganckich. Wyreżyserował film Les Dents Longues (1953).
Był również poetą, który zdobył pewne uznanie dla swojej twórczości: Mon jardin et moi (1984), Guide du jardinage facile en ville (1993) i Le jardin facile (1998).

## Życie prywatne
W latach 1945–1954 był żonaty z aktorką i producentką Danièle Delorme, z którą miał syna Xaviera (ur. 21 czerwca 1946, zm. 2 lipca 1999 na raka w wieku 53. lat). Z nieformalnego związku z rumuńską modelką Marie-Christine Schneider, która prowadziła księgarnię w Paryżu, miał córkę Marię Schneider (ur. 27 marca 1952 w Paryżu, zm. 3 lutego 2011 w Paryżu), aktorkę znaną przede wszystkim z roli Jeanne w filmie Bertolucciego Ostatnie tango w Paryżu (1972) z Marlonem Brando. Nigdy nie uznał Schneider jako swojej córki.
W latach 1955–1968 był żonaty z Sylvie Hirsh, z którą miał syna Manuela (ur. 31 lipca 1958) i córkę Bénédicte (ur. 22 maja 1962 w Boulogne-Billancourt). Jego syn Pascal (ur. 1956) zmarł w wieku 14 miesięcy, kiedy w 1957 roku przypadkowo połknął tabletkę. W 1973 poślubił Lydie Zaks, z którą miał córkę Laurę.
29 listopada 2002 zmarł w wieku 81 lat w paryskim szpitalu. Przyczyną zgonu była niewydolność nerek.

## Filmografia
- 1946: Martin Roumagnac jako pracownik w college’u
- 1949: Spotkanie lipcowe (Rendez-vous de juillet) jako Lucien Bonnard
- 1954: La romana jako Mino
- 1956: Stokrotka (En Effeuillant la marguerite) jako Daniel Roy
- 1956: Człowiek, który wiedział za dużo (The Man Who Knew Too Much) jako Louis Bernard
- 1969: Slogan (L'amour et l'amour) jako ojciec Evelyne
- 1971: Le souffle au cœur jako Charles Chevalier
- 1981: Sezon pokoju w Paryżu (Sezona mira u Parizu)
- 1982: Noc w Varennes (La Nuit de Varennes) jako De Wendel
- 1988: La Vie est un long fleuve tranquille jako dr Mavial
- 1988: Podróż rozpieszczonego dziecka (Itinéraire d'un enfant gâté de) jako Pierrot Duvivier
- 1990: Mister Frost jako Simon Scolari
- 1997: Obsession jako Xavier Fabre